# Eretmocerus eremicus
Eretmocerus eremicus es un insecto himenóptero parásito de varias especies de moscas blancas principalmente de los géneros Bemisia y Trialeurodes. Este insecto así como la especie muy próxima a ésta, Eretmocerus mundus, son muy utilizados en el control biológico de plagas en cultivos agrícolas.
Es originario del área meridional del desierto de California y de Arizona ambos en Estados Unidos.

## Biología
Los adultos de esta avispilla tienen aproximadamente 1 mm de longitud. Las hembras ponen los huevos entre las ninfas de las moscas blancas y la superficie de las hojas donde se encuentran. Las hembras hacen puestas sobre todos los estadios de moscas blancas excepto los huevos, pero prefieren las ninfas de segundo estadio.
Los huevos de E. eremicus emergen aproximadamente a los cuatro días de ser puestos y su larva se desarrolla como un parasitoide interno. La larva de la avispilla hace un orificio en la ninfa de la mosca blanca penetra en ella y permanece en dormancia hasta que ésta madura, una vez que lo hace, la larva de E. eremicus desprende enzimas digestivas y empieza a digerir las partes semilíquidas de la mosca blanca.
La larva de la avispilla pasa por tres estadios, necesitando unos doce días para completar el desarrollo. Una vez que realiza la metamorfosis, el adulto hace un orificio para salir del cadáver de su huésped. La hembra adulta puede vivir entre 6 y 12 días a 27 °C. Puede poner entre tres y cinco huevos por día. Las hembras también pueden matar a las ninfas de mosca blanca debido a las heridas que pueden hacerle al intentar poner el huevo debajo de ellas. Alimentándose en este caso también de la hemolinfa que exudan por las heridas.